# الحرب البيزنطية الجنوية (1348-1349)
حدثت الحرب البيزنطية الجنوية عام 1348-1349 على خلفية السيطرة على المستحقات الجمركية عبر مضيق البوسفور. حاول البيزنطيون كسر اعتمادهم على التجار الجنويين في مستعمرة غلطة في الطعام والتجارة البحرية، ولإعادة بناء قوتهم البحرية أيضًا. مع ذلك، استولت جنوة على أسطولهم البحري الذي أنشئ حديثًا، وأُبرم اتفاق سلام.

## خلفيتها
احتل الجنويون مستعمرة غلطة في القرن الذهبي على الجانب الآخر من مدينة القسطنطينية منذ عام 1261 كجزء من معاهدة نيمفايوم، وهي اتفاقية تجارية بين البيزنطيين والجنويون. ومع ذلك، فإن الحالة المتداعية للإمبراطورية البيزنطية في أعقاب الحرب الأهلية 1341-1347 ظهرت بوضوح في السيطرة على الرسوم الجمركية من خلال مضيق البوسفور الاستراتيجي. على الرغم من أن القسطنطينية كانت المقر الإمبراطوري للسلطة مع مركزها الثقافي والعسكري على شواطئ البوسفور، إلا أن 13% فقط من الرسوم المخصصة التي تمر عبر المضيق كانت تذهب إلى الإمبراطورية. جُمعت الـ 87٪ المتبقية من قبل الجنويين من مستعمرتهم غلطة. جمعت جنوة 200,000 هايبربايرون من الإيرادات المخصصة السنوية من غلطة، بينما جمعت القسطنطينية 30,000 فقط. دُمرت البحرية البيزنطية بالكامل، وهي قوة بارزة في بحر إيجة خلال عهد أندرونيكوس الثالث باليولوجوس، خلال الحرب الأهلية. تراقيا، وهي ملكية إمبريالية رئيسية إلى جانب ديسبوتية المورة، كانت لا تزال تتعافى بعد تدمير الناهبين المرتزقة الأتراك خلال الحرب الأهلية. دُمرت التجارة البيزنطية وكان هناك عدد قليل من الاحتياطيات المالية الأخرى للإمبراطورية بخلاف الرسوم والتعريفات الجمركية من البوسفور.

## الصراع

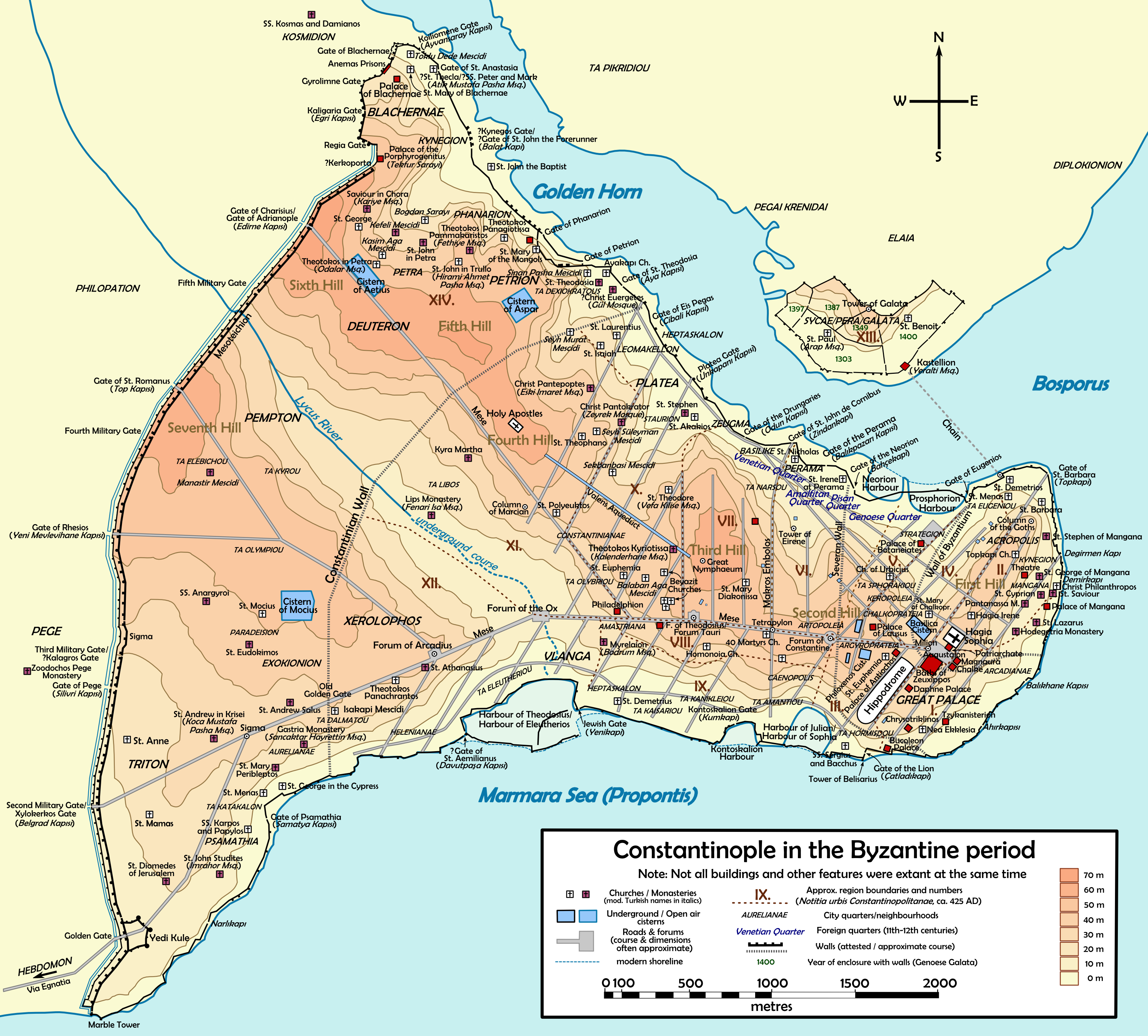
القسطنطينية البيزنطية

من أجل استعادة السيطرة على الرسوم الجمركية، قام الإمبراطور جون السادس كانتاكوزينوس باستعدادات لخفض رسوم القسطنطينية ومعظم التسعيرات لتقويض الجنويين في غلطة. جمع الإمبراطور الذي لا يزال يتعافى من الحرب الأهلية في 1341-1347، بصعوبة كبيرة، 50000 هايبربايرون من مصادر خاصة (إذ كانت خزانة الدولة فارغة) لبرنامج بناء السفن للحرب المتوقعة في المستقبل. عندما خُفضت التسعيرات والرسوم الجمركية أخيرًا، تجاوز الشحن التجاري القادم عبر المضيق جنويون غلطة وحول مسار سفنهم عبر القرن الذهبي إلى القسطنطينية البيزنطية.
أعلن الجنويون، الذين تضرروا مالياً من هذه السياسة، الحرب على الإمبراطورية، وفي أغسطس 1348، أبحرت قافلة من السفن عبر القرن وهاجمت الأسطول البيزنطي؛ وعلى الرغم من استعداده واسع النطاق، دُمّر الأسطول البيزنطي بحلول أوائل عام 1349. انتقم البيزنطيون من خلال حرق الأرصفة والمستودعات على طول الشاطئ وقذفوا بالمنجنيق الحجارة وكرات محترقة من القش على غلطة، ما أدى إلى اشتعال النيران في أجزاء كبيرة من المدينة. بعد عدة أسابيع من القتال، جاء المفوضون من جنوة وتفاوضوا على اتفاق سلام. وافق الجنويون على دفع تعويضات حرب قدرها 100,000 هايبربايرون وإخلاء الأرض خلف غلطة التي احتلوها بشكل غير قانوني؛ وأخيرًا، وعدوا بعدم مهاجمة القسطنطينية أبدًا. بالمقابل، لم يتنازل البيزنطيون عن شيء، لكن الرسوم الجمركية لجنوة ظلّت سارية.

## أعقاب الحرب
أدى دمار الحرب الأهلية 1341-1347 إلى إضعاف الإمبراطورية إلى حد كبير لدرجة أن احتياطاتها المالية استنزفت بشكل لا رجعة فيه. كان ملاذها الوحيد هو محاولة السيطرة على الرسوم الجمركية والتعريفات الخاصة بالطريق التجاري عبر مضيق البوسفور. كانت حرب 1348-49 المحاولة الأخيرة من قبل البيزنطيين لاستعادة السيطرة بمفردهم. تحالف البيزنطيون مع جمهورية البندقية من عام 1350، التي كانت أيضًا في حالة حرب مع جنوة. رغم ذلك، ومع بقاء غلطة متحدية، اضطر البيزنطيون إلى تسوية النزاع في اتفاق سلام وسطي في مايو 1352.
بعد ذلك، بقي القليل من الموارد المالية الأخرى للإمبراطورية، ما ساهم في تراجعها وسقوطها النهائي في عام 1453.